# Beaulieu-sur-Layon
Beaulieu-sur-Layon ist eine französische Gemeinde mit 1.346 Einwohnern (Stand: 1. Januar 2022) im Département Maine-et-Loire in der Region Pays de la Loire. Sie gehört zum Arrondissement Angers und zum Kanton Chemillé-en-Anjou. Die Einwohner werden Belloquois genannt.

## Geographie
Beaulieu-sur-Layon liegt etwa 18 Kilometer südlich von Angers im Weinbaugebiet Anjou, speziell im Gebiet Coteaux-du-Layon. Im Süden begrenzt der Layon die Gemeinde. Umgeben wird Beaulieu-sur-Layon von den Nachbargemeinden Rochefort-sur-Loire im Norden und Westen, Mozé-sur-Louet im Norden und Nordosten, Faye-d’Anjou im Osten, Rablay-sur-Layon im Süden und Südosten sowie Chemillé-en-Anjou im Süden.
Die Autoroute A87 führt durch die Gemeinde.

## Bevölkerungsentwicklung
| Jahr                       | 1962 | 1968 | 1975 | 1982 | 1990 | 1999 | 2006 | 2018 |
| Einwohner                  | 1025 | 948  | 944  | 995  | 981  | 1069 | 1355 | 1370 |
| Quellen: Cassini und INSEE |      |      |      |      |      |      |      |      |

## Sehenswürdigkeiten
- Dolmen Pierre Couverte von Montbenault
- Kirche Notre-Dame, Monument historique seit 1926[1]
- Romanische Kapelle aus dem 12. Jahrhundert
- Hôtel Desmazières aus dem 17. Jahrhundert, Monument historique seit 1968[2]
- Haus Le Pinsonnière, Monument historique seit 1984[3]
- Rathaus
- Haus Gouin
- Brücke über den Layon

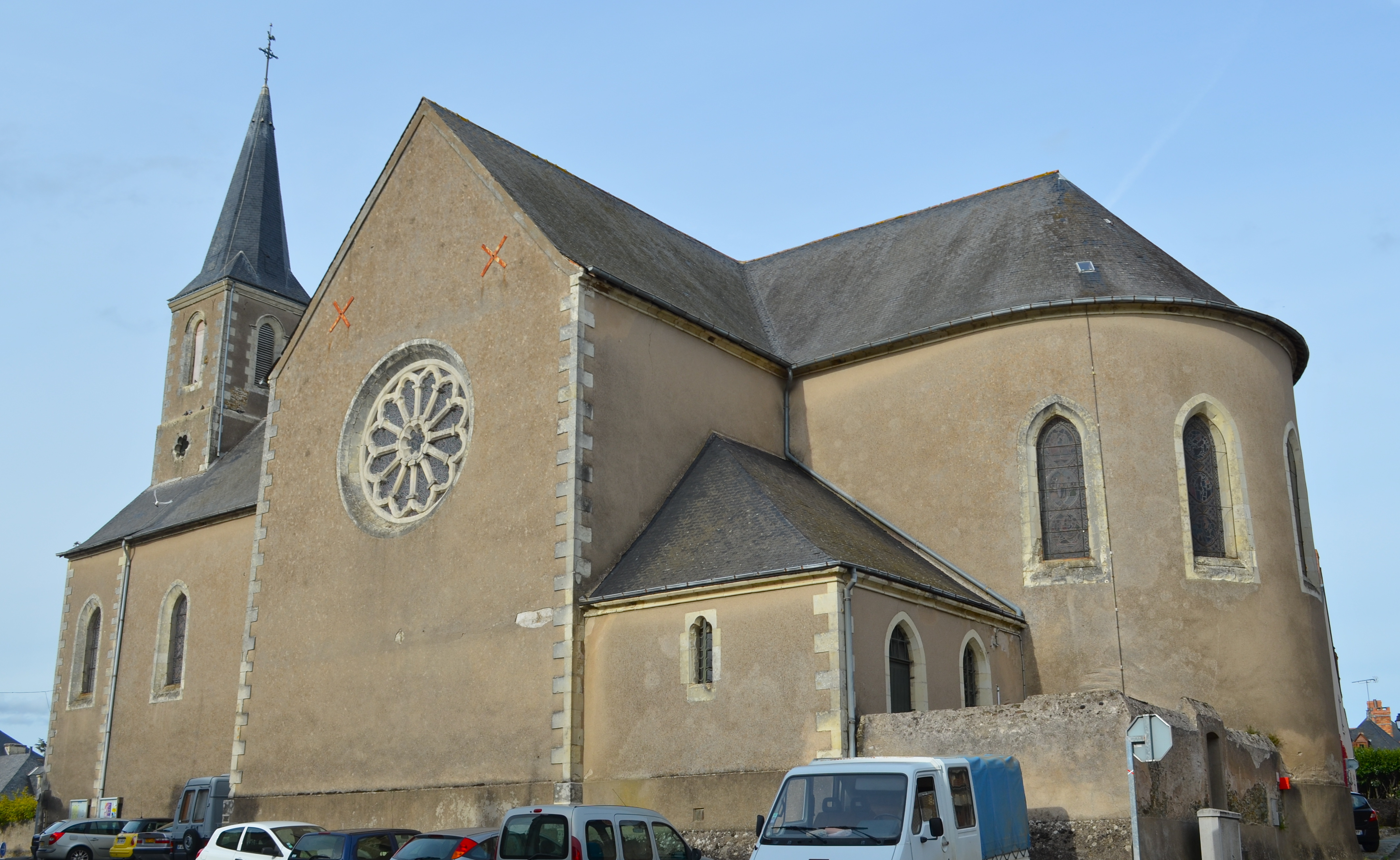
Kirche Notre-Dame
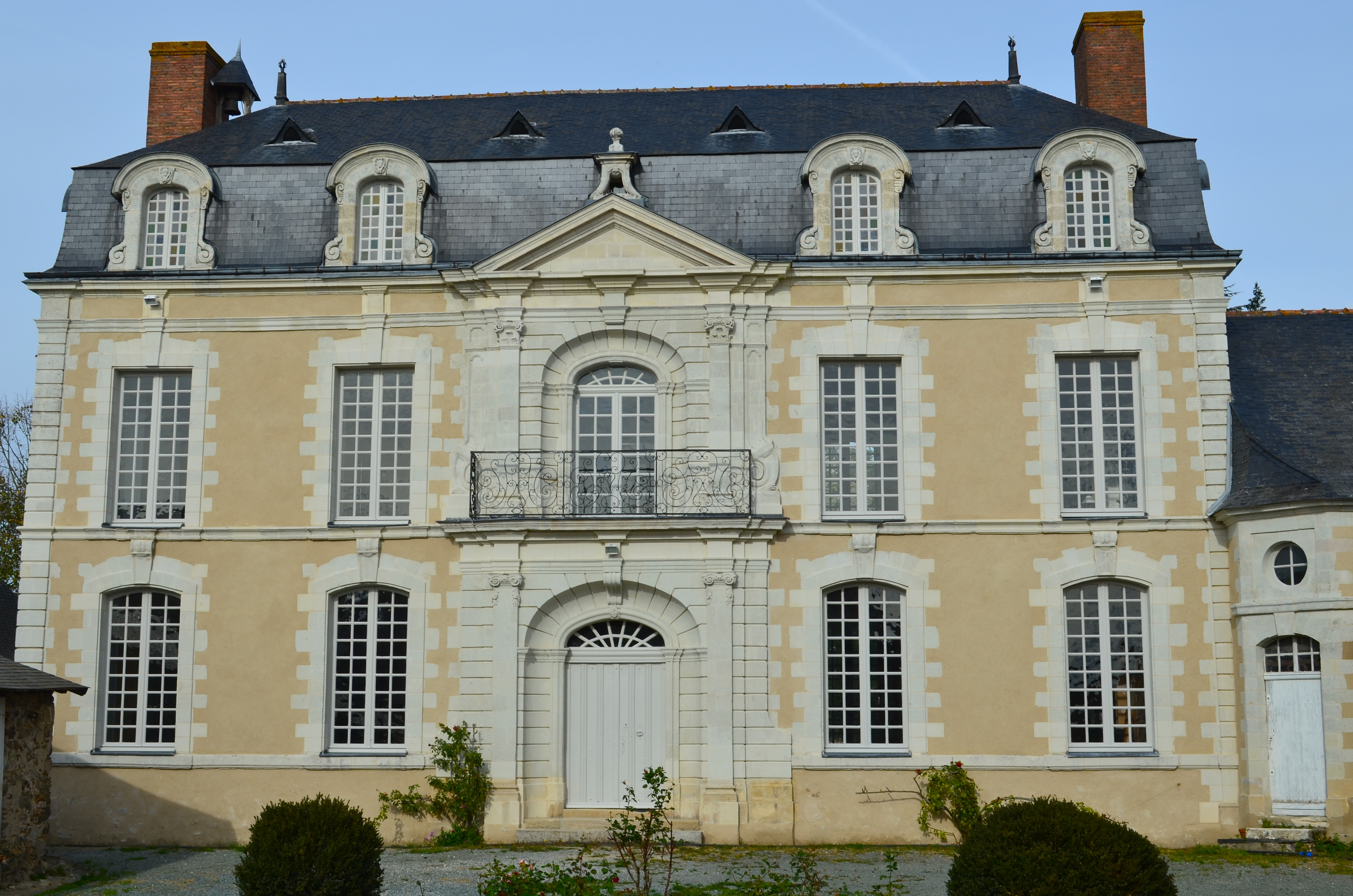
Hôtel Desmazières
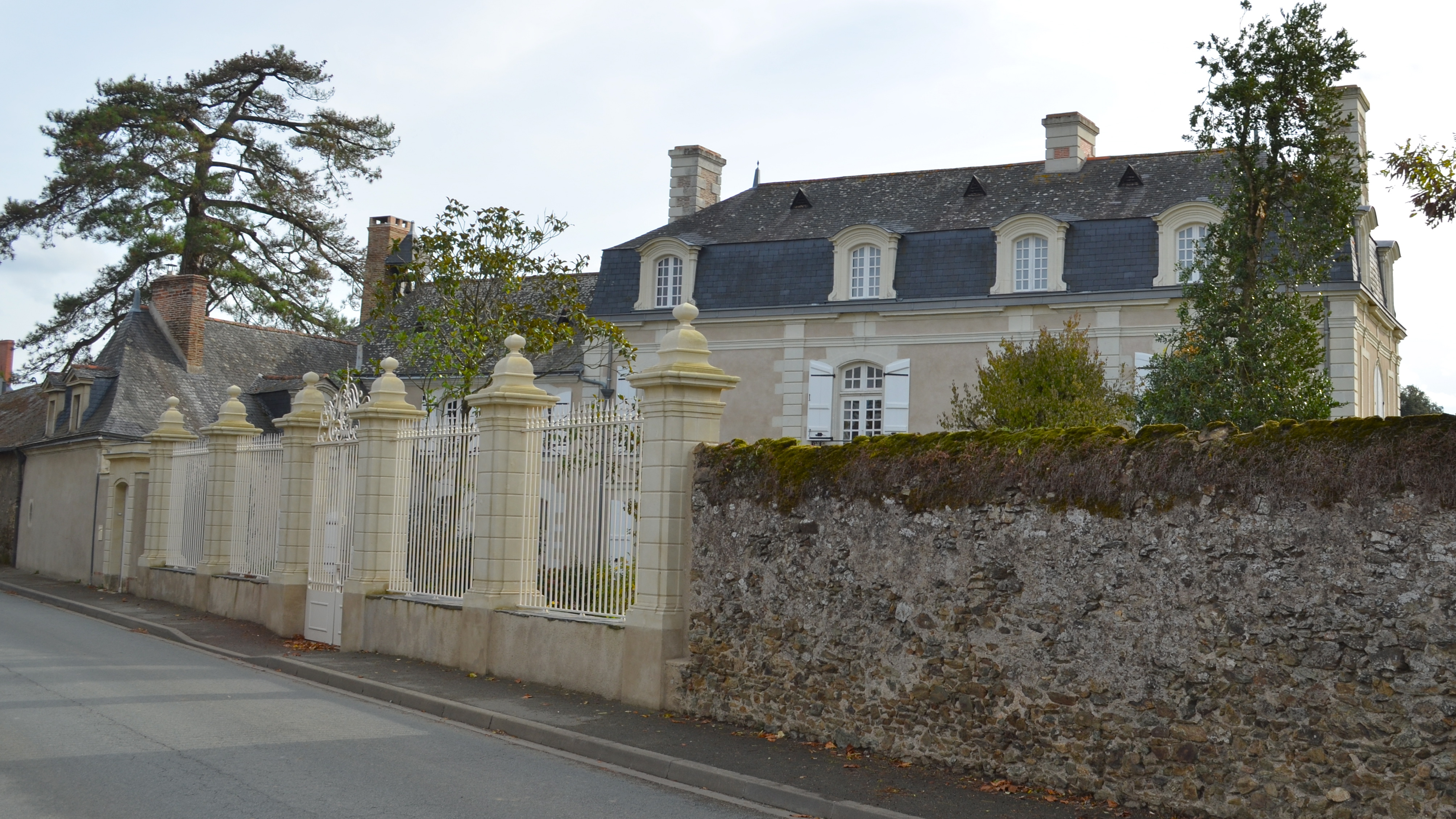
Haus La Pinsonnière
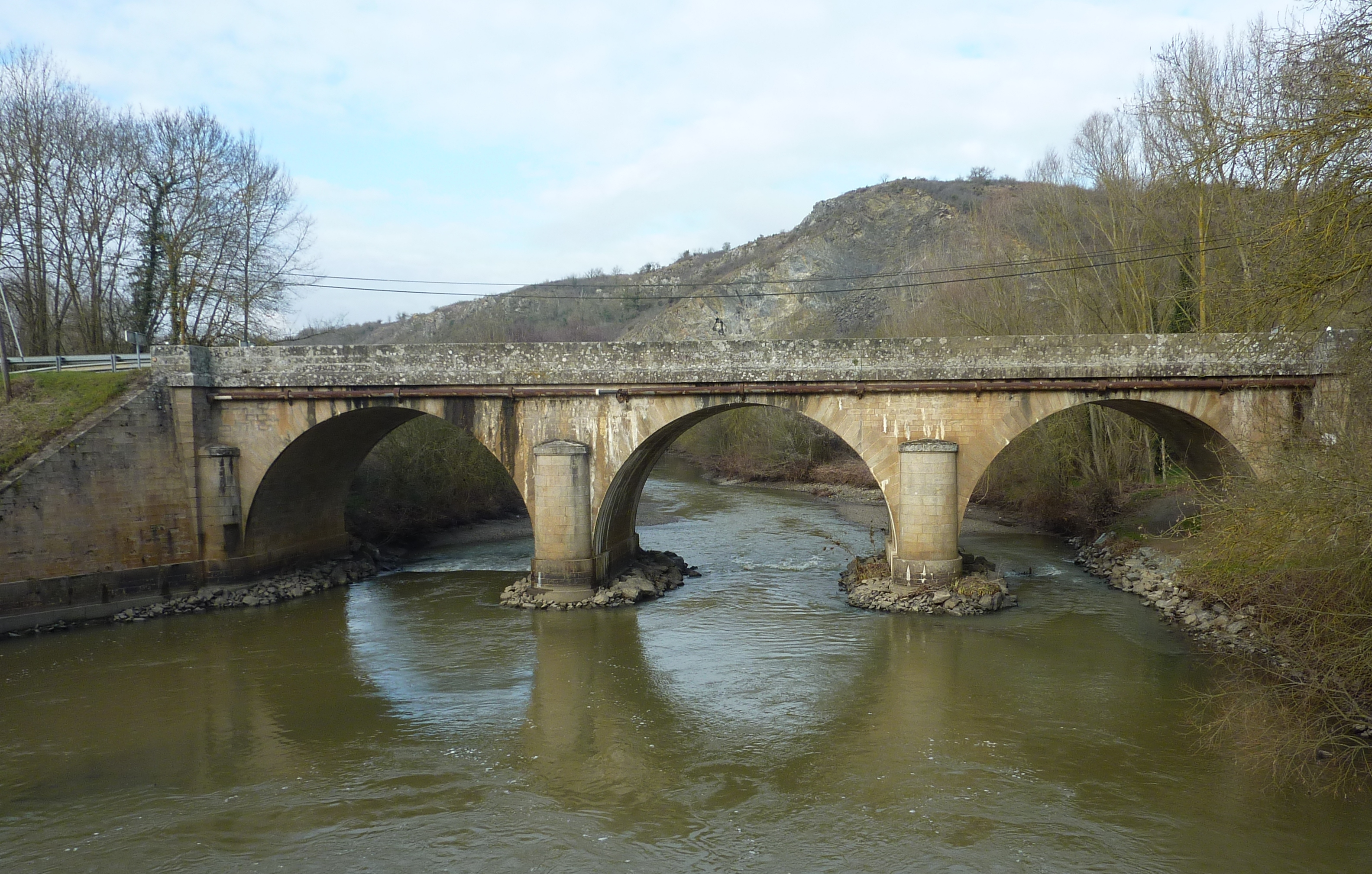
Brücke über den Layon